# Krebsbach (Nahe)
Der Krebsbach ist ein etwa 5 km langer, orografisch linker Nebenfluss der Nahe im Landkreis Mainz-Bingen in Rheinland-Pfalz. Der Bach mündet in der Ortsgemeinde Münster-Sarmsheim nach ungefähr östlichem Lauf.

## Geographie

### Verlauf
Der Krebsbach entfließt an dessen Ostsüdostrand auf etwa 278 m ü. NHN dem Glockenwiesenweiher bei Waldalgesheim, einem von mehreren Stillgewässern in einem heute unter Naturschutz stehendem Bergsenkungsgebiet. Der wenige Meter höher liegende westlichste See der Seenplatte erfährt von Nordwesten her Zufluss von einem kurzen Gewässerlauf, der etwas nördlich des Heizwerks am Nordrand von Waldalgesheim auf etwa 301 m ü. NHN entspringt; rechnete man diesen unterbrochenen Oberlauf aus dem kleinen Bachstück und der Folge der Seen dazu, hätte der Krebsbach etwa 1,0 km mehr an Länge.
Der Krebsbach selbst jedenfalls fließt durch eine krautige Zone am Rand des Glockenwiesenweihers ab, unterquert gleich die  L 214 Waldalgesheim–Weiler bei Bingen und zieht dann in einem zuweilen von einer schmalen Galerie begleitetem, schnurgeraden Graben ostwärts. Dabei berührt er gleich anfangs linksseits eine kleine Waldinsel mit einem weiteren See des Senkungsgebietes, danach trennt er Feldgrundstücke links und rechts. Etwa einen Kilometer unterhalb seines Ursprungs erreicht er den südwestlichen Siedlungsrand von Weiler bei Bingen. Am Fuß des vom Dorf her südwärts ziehenden Hügelrückens Diedesberg entlang wendet er sich auf Südkurs durch einige Waldfetzen, nimmt dann aber um den Südsporn des Diedesbergs herum bald wieder seinen östlichen Kurs wieder auf, der nun stets am oder nahe am Rand eines geschlossenen Waldgebietes im Süden vorbeiführt.
Dann tritt er nach etwa der Hälfte seines Weges auf etwa 210 m ü. NHN bei einigen landwirtschaftlichen Gebäuden in den jenseits der Gemeindegrenze zu Münster-Sarmsheim beginnenden Wald um den Münsterer Kopf (300,8 m ü. NHN) ein und gräbt sich auf dem ersten folgenden Kilometer nun südöstlichen und natürlicheren Laufs eine tiefe Geländemulde im Wald. Am Südfuß des Münsterer Kopfes auf nurmehr etwa 150 m ü. NHN wechselt er unter der Waldschenke Königsschloss am niedrigeren rechten Hang zurück auf östlichen bis nordöstlichen Lauf. Über dem auch danach die unmittelbare Mulde einnehmendem Wald liegen nun Weinbauflächen am Langenberg im Norden und am Friedersberg im Süden.
Der Krebsbach erreicht dann bald den Weichbildrand von Münster-Sarmsheim und zieht zwischen weiterhin unbebauten Ufern, an die Gartengrundstücke und lange Hinterhöfe grenzen, bis zum Beginn der Stichstraße Am Krebsbach. Dort verschwindet er in einer Verdolung, die erst unter dieser Straße, dann unter dem Weyer Weg,  
der Pfortestraße und der Zollstraße einen Nordbogen um die Ortskirche schlägt. Zuletzt läuft sie unter einem wieder Am Krebsbach genannten Siedlungsweg bis an die neben dem Fluss verlaufende Nahetalbahn, unterquert diese und mündet dann von links und auf etwa 80 m ü. NHN in die untere Nahe. 
Der Krebsbach ist ab seinem Ausfluss aus dem Glockenwiesenweiher 4,9 km lang, hat ein mittleres Sohlgefälle von etwa 41 ‰ und mündet etwa 198 Höhenmeter unterhalb.

### Einzugsgebiet
Der Krebsbach hat ein etwa 6,8 km² großes Einzugsgebiet, das zum weit überwiegendem Teil, naturräumlich gesehen, im Unteren Nahehügelland und in dessen Unterräumen Waldalgesheimer Kalkmulde, Horetsriegel und Äußeres Kreuznacher Lösshügelland liegt. Erst im Siedlungsgebiet von Münster-Sarmsheim beginnt ein kleinerer Anteil im Nachbarnaturraum Untere Naheebene, der ganz zu dessen Unterraum Naheniederung gehört.
Die reihum konkurrierenden Bäche sind von der Mündung im Süden aufwärts der kurze Sarmsheimer Graben, der wenig oberhalb des Krebsbaches selbst verdolt mündet und hinter dem Friedersberg fließt. Jenseits der übrigen südlichen Wasserscheide läuft der Trollbach ebenfalls ostwärts zur Nahe. An der Südwest- und Westseite des Einzugsgebietes nimmt der lange Hahnenbach den Abfluss nach gegenüber auf und führt ihn über den Guldenbach noch weiter oben als die zwei schon genannten ebenfalls zur Nahe. Im Norden liegt das Entwässerungsgebiet des Kreuzbachs, der wenig unterhalb der Nahe im Binger Loch in den Rhein mündet. Im Nordosten entspringt am anderen Ortsende von Weiler bei Bingen der Mühbach, der wenig abwärts des Krebsbachs noch die Nahe speist.

### LANIS
Amtliche topographische Karte mit passendem Ausschnitt und den hier benutzten Layern: Krebsbach auf LANIS

Allgemeiner Einstieg ohne Voreinstellungen und Layer: Kartendienst des Landschaftsinformationssystems der Naturschutzverwaltung Rheinland-Pfalz (LANIS-Karte) (Hinweise)
1. 1 2 3 4 5  Höhe nach dem Höhenlinienbild auf dem Hintergrundlayer bei feinem Maßstab.
2. ↑  Höhe nach brauner Beschriftung auf dem Hintergrundlayer bei feinem Maßstab.
3. ↑  Landschaften nach dem Layer Landschaften in Rheinland-Pfalz.

### WW
Amtliche Online-Gewässerkarte mit passendem Ausschnitt und den hier benutzten Layern: Krebsbach auf WW

Allgemeiner Einstieg ohne Voreinstellungen und Layer: GeoExplorer der Wasserwirtschaftsverwaltung Rheinland-Pfalz (Hinweise)
1. ↑  Länge angefragt mit Layer Gewässereinzugsgebiete.
2. ↑  Einzugsgebiet angefragt mit Layer Gewässereinzugsgebiete.

### Andere Belege
1. ↑  Harald Uhlig: Geographische Landesaufnahme: Die naturräumlichen Einheiten auf Blatt 150 Mainz. Bundesanstalt für Landeskunde, Bad Godesberg 1964. → Online-Karte (PDF; 4,7 MB)